# SV Masovia Lyck
Der SV Masovia Lyck (Sportvereinigung Masovia 1919 Lyck) war ein deutscher Sportverein aus der ostpreußischen Stadt Lyck (heute Ełk). Die Fußballabteilung spielte sechs Spielzeiten in der Gauliga Ostpreußen.

## Geschichte und sportliche Entwicklung
„Beherzte und sportbegeisterte junge Leute“ gründeten im Herbst 1917 einen Sportverein, dem sie den latinisierten Namen der Masuren, „Masovia“, gaben. Die Fußballmannschaft spielte im Ligensystem des Baltischen Rasen- und Wintersport-Verbandes (BRWV). 1919/20 zog Masovia Lyck als Sieger der erstklassigen Bezirksliga Ost in die ostpreußische Fußballendrunde ein, verlor dort jedoch das Finale gegen den SV Prussia-Samland Königsberg mit 0:8. Nachdem das Ligensystem 1920 umstrukturiert wurde, spielte Lyck in der Bezirksliga Masuren innerhalb des Kreises I Ostpreußen. 1921 konnte die Bezirksliga gewonnen werden, in der anschließenden ostpreußischen Fußballendrunde scheiterte der Verein knapp am VfB Königsberg. Auch 1922/23 erreichte Masovia Lyck als Bezirksmeister die Endrunde Ostpreußens, doch auch in diesem Jahr unterlag der Verein dem VfB Königsberg. 1924/25 konnte ebenfalls die Bezirksliga gewonnen werden, wegen Nichtantretens zum Spiel gegen den SV Viktoria Allenstein in der ostpreußischen Endrunde wurde der Verein jedoch disqualifiziert. Auch 1925/26 erreichte der Verein als Bezirksmeister Masurens die ostpreußische Fußballendrunde. Zur Spielzeit 1926/27 wurde die Ostpreußenliga als oberste Spielklasse eingeführt, Massovia Lyck verpasste durch den dritten Tabellenplatz im Bezirkspokal Süd 1925/26 die Qualifikation für die oberste Liga und spielte daher ab 1926/27 in der nun zweitklassigen Bezirksliga Masuren. Diese konnte 1926/27 erneut gewonnen werden, durch den Sieg im Bezirkspokal Süd 1927 qualifizierte sich Lyck für die Aufstiegsrunde zur Ostpreußenliga 1928/29, scheiterte in dieser jedoch am SC Preußen Insterburg und verblieb somit zweitklassig. 1928/29 wurden als zweite Ligaebene die Staffelligen eingeführt, Lyck qualifizierte sich für die Staffelliga Süd und verpasste den ersten Tabellenplatz durch eine 0:1-Niederlage im Entscheidungsspiel gegen den Rastenburger SV. Da zur Spielzeit 1930/31 jedoch die oberste Ostpreußenliga aufgelöst und durch drei Ligen ersetzt wurde, durfte Masovia Lyck fortan wieder erstklassig in der Abteilungsliga Süd spielen.
Mit Machtübernahme der Nationalsozialisten 1933 wurden die Fußballverbände aufgelöst und durch Sportgaue ersetzt. Die vier besten Mannschaften aus der Abteilungsliga Süd erhielten einen Startplatz in der Gauliga Ostpreußen 1933/34. Durch den vierten Tabellenplatz in der eigentlich für die Verbandsendrunde 1933/34 vorgesehenen Liga qualifizierte sich Masovia Lyck für die Gauliga Ostpreußen. 1935 kamen die Masuren beim erstmals ausgetragenen Wettbewerb um den Tschammer-Pokal nach Siegen über den Tilsiter SC (7:3) und VfB Königsberg (1:0) bis in das Achtelfinale, in der sie bei den Dresdner Sportfreunden mit 2:1 unterlagen. In der Gauliga wurden jeweils vordere Platzierungen erreicht 1935/36, 1936/37 und 1937/38 erreichte der Verein die in diesen Spielzeiten ausgetragenen Endrunden. Für den Titelgewinn oder einen Finaleinzug reichte es aber nie, 1938/39 konnte der Vizemeistertitel errungen werden, jedoch mit elf Punkten Rückstand auf den MSV Hindenburg Allenstein. Aus finanziellen Gründen zog sich Masovia Lyck nach 1939 aus der Gauliga zurück, eine Rückkehr in die Erstklassigkeit gelang dem Verein nicht mehr.
Nach dem Zweiten Weltkrieg wurde das einstmals deutsche Lyck unter polnische Verwaltung gestellt. Die SV Masovia Lyck wurde, wie alle übrigen deutschen Vereine und Einrichtungen, zwangsaufgelöst.
Neben den Fußballern, bei denen Jahr für Jahr mindestens neun Mannschaften aller Altersstufen am Spielbetrieb teilnahmen, hatte der Verein aus Lyck auch eine starke Leichtathletik-Abteilung, bei der auch Damen eine Rolle spielten. Herausragender Erfolg der Leichtathleten war der wiederholte Sieg beim alljährlich ausgetragenen „Tannenberglauf“.

## Bekannte Spieler
- Eduard „Ede“ Krause

## Erfolge
- Teilnahme an der Gauliga Ostpreußen: 1933/34, 1934/35, 1935/36, 1936/37, 1937/38, 1938/39
- Teilnahme am Tschammerpokal: 1935, 1939